# جاي ميشيل تشايلدز
جاي ميشيل تشايلدز (بالإنجليزية: J. Michelle Childs)‏ هي قاضية ومحامية أمريكية، ولدت في 24 مارس 1966 في ديترويت في الولايات المتحدة.